# Landmark Office Towers Complex
La Landmark Office Towers Complex es un complejo de tres rascacielos en la ciudad de Cleveland, en el estado de Ohio (Estados Unidos). Fue terminado en 1930. Mide 78 metros de altura y tiene 22 pisos. Se encuentran en la el centro de Cleveland, en el distrito Public Square. Presenta retranqueos profundos en su lado sur. En realidad, el edificio es de tres torres en una. Estos son el Midland Bank Building, el Medical Arts Building y el Builders Exchange Building. El complejo debía incluir una cuarta torre que nunca se completó, por lo que todavía hay un espacio vacío donde esa torre debía ir hasta la actualidad.

## Historia
Las torres son de cómo pensaban los arquitectos de los años 1920 que se verían los edificios futuros según la definición del movimiento art déco. Fueron construidos en un momento en que la población de Cleveland había llegado a casi un millón, por lo que había una demanda de más y más espacio para oficinas en el distrito comercial central de la ciudad. Los desarrolladores, los magnates del ferrocarril y de bienes raíces Van Sweringen Brothers, esperaban que los edificios cubrieran esta necesidad, por lo que invirtieron unos 20 millones de dólares en el proyecto.
Las torres todavía se encuentran en algunas de las tierras más caras y preciadas de la ciudad, lo que las convierte en un imán vital para las grandes empresas de Cleveland. Esto se puede ejemplificar por el hecho de que Sherwin-Williams de Fortune 500 llama hogar al complejo, después de haber comprado los tres edificios en 1985